# Kadlabad, Bhalki
Kadlabad là một làng thuộc tehsil Bhalki, huyện Bidar, bang Karnataka, Ấn Độ.